# Zèrah
A l'Antic Testament, Zèrah (en hebreu זָרַח בן-יְהוּדָה Zérah ben Yəhûdāh) va ser el fill de Judà amb Tamar i germà bessó de Fares.
Segons el Gènesi, Judà s'havia quedat vidu. Durant un viatge, va mantenir relacions amb una prostituta que resultà ser Tamar, la seva nora disfressada. Ella es va quedar prenyada de bessonada i en van néixer Fares i Zèrah. Durant el part, Zèrah va treure primer una mà i la llevadora li va posar una cadeneta vermella al canell, però el primer de sortir completament va ser el seu germà Fares.
Quan Jacob i tots els seus fills van ser acollits a Egipte per Josep, Zèrah també hi emigrà.
Allà va tenir cinc fills:
- Zabdí o Zimrí. Zabdí va ser el pare de Carmí, qui al seu torn engendrà Acan, el protagonista negatiu de la presa de Jericó en temps de Josuè.
- Etan. Pare d'Azarià.
- Eman
- Calcol
- Dera.